# Biała Pierwsza (województwo lubelskie)
Biała Pierwsza (dawn. Biała Ordynacka I) – wieś sołecka w Polsce położona w województwie lubelskim, w powiecie janowskim, w gminie Janów Lubelski.

## Części wsi
| SIMC    | Nazwa     | Rodzaj    |
| ------- | --------- | --------- |
| 0794490 | Laski     | część wsi |
| 0794508 | Zakotule  | część wsi |
| 0794514 | Zawygonie | część wsi |

## Demografia
W latach 1975–1998 miejscowość administracyjnie należała do województwa tarnobrzeskiego. Według Narodowego Spisu Powszechnego (III 2011 r.) liczyła 838 mieszkańców i była największą miejscowością gminy Janów Lubelski.

## Historia
Pierwsza wzmianka o miejscowości pochodzi z 1245 roku z okresu najazdu księcia Wasylka. Wieś stanowiła centrum dóbr książęcych (mógł tu istnieć gród lub fortalicium). Przed 1325 rokiem została siedzibą parafii. W 1377 roku Biała trafiła w ręce Dymitra z Goraja, podobnie jak cała okolica. W 1405 roku przypadła jego córce Elżbiecie, żonie Dobrogosta Szamotulskiego. Kolejnymi właścicielami zostali Świdowie, od 1540 roku Górkowie, następnie od 1596 roku Zamojscy, którzy włączyli ją do swojej ordynacji. W 1572 roku kościół bialski na kilkanaście lat przejęli protestanci. W XVI wieku Biała liczyła 38 łanów ziemi, był młyn, ruda, karczma z browarem oraz dwa stawy rybne. W 1612 roku dwór spłonął, ale został odbudowany. W 1640 roku na gruntach Białej lokowano miasto Janów, początkowo zwany Biała. Od połowy XVII wieku przy kościele istniał szpital dla ubogich. Wojny w XVII wieku spowodowały duże zniszczenia. Kościół parafialny został spalony przez Szwedów. Pod koniec XVIII wieku parafia bialska była największą w całej diecezji krakowskiej i liczyła 8000 wiernych. Wskutek przemarszów wojsk, ucisku podatkowego, głodu i epidemii związanych z wojnami napoleońskimi, znacznie spadła liczba ludności oraz inwentarza żywego. W połowie XIX wieku Biała liczyła 159 domów i 1011 mieszkańców. Pod koniec 1867 roku, po ponad pięciuset latach istnienia, parafię z Białej przeniesiono do Janowa. Podczas walk rosyjsko-austriackich w 1914 roku spłonął kościół filialny, a także część wsi (89 posesji). W 1921 roku Biała liczyła 261 domów i 1655 mieszkańców. W latach 1924–1929 zbudowano nowy kościół. W 1932 roku zbudowano szkołę, a w 1938 roku przeprowadzono elektryfikację.
Podczas II wojny światowej Biała została dwukrotnie zniszczona - we wrześniu 1939 roku wskutek bombardowania i w 1944 roku w wyniku walk frontowych. Uszkodzonych zostało 95 zagród oraz spłonął kościół. W 1945 roku we wsi ulokowano siedzibę komendy powiatowej NSZ. W latach 1955–1973 r. Biała była siedzibą gromady. Obecnie wieś dzieli się na dwa sołectwa (Biała Pierwsza i Biała Druga)